# Francisco Robles Ortega
José Francisco Robles Ortega  (Macotta, 2 maart 1949) is een Mexicaans geestelijke en kardinaal van de Rooms-Katholieke Kerk.
Robles Ortega werd op 20 juli 1976 priester gewijd. Op 30 april 1991 werd hij benoemd tot hulpbisschop van Toluca en titulair bisschop van Bossa. Zijn bisschopswijding vond plaats op 5 juni 1991.
Robles Ortega werd op 15 juni 1996 benoemd tot bisschop van Toluca. Op 25 januari 2003 werd hij benoemd tot aartsbisschop van Monterrey.
Tijdens het consistorie van 24 november 2007 werd
Robles Ortega kardinaal gecreëerd. Hij kreeg de rang van kardinaal-priester. Zijn titelkerk werd de Nostra Signora del Santissimo Sacramento e Santi Martiri Canadesi.
Op 7 december 2011 werd Robles Ortega benoemd tot aartsbisschop van Guadalajara.
- Biblioteca Nacional de España: XX824813
- Virtual International Authority File: 87617095
- WorldCat: E39PBJy8v4K3qMHmpVJDBJCYT3